# Deroch
 Deroch roi légendaire de Domnonée du VIe siècle.

## Existence controversée
Selon la vita de Winnoc Deroch c'est-à-dire Derochus est le fils et successeur de Riwal et le père d'un certain Riatham père du roi Iona.
Arthur de la Borderie estimant « l'entassement impossible de quatre générations en 20 ans »  supprime radicalement de la liste Riatham « mentionné dans aucun document historique » et voit en lui un fils ainé de Deroch mort avant d'avoir régné et un frère de Iona. Plus récemment Alan J. Raude pour résoudre la même difficulté estime au contraire que Deroch est une épithète qu'il interprète comme Ferox à partir du gallois Der (obstiné indompté) accolé au nom Riatham qui doit être le fils de Riwal. Enfin Peter Bartrum reste partisan de la filiation « Riatham fils de Deroch fils de Riwal »

## Règne
Le règne de Deroch est selon Arthur de la Borderie long d'une quinzaine d'années de 520 à 535 environ . Il est essentiellement rempli par l'activité de Tugdual son cousin germain, fils de Pompaia la sœur de Riwal, qui après avoir étudié à  Lan-Illtud-Fawr sous la direction d'Iltud et longuement pérégriné en Irlande, décide vers 525/530 de rejoindre ses compatriotes en petite-Bretagne. Outre son action religieuse dans le nord de la Bretagne qui s'étend jusqu'au pays de Léon sous l'autorité du comte Withur, il se rend également à la cour de Childebert Ier afin d'obtenir la confirmation (latin : tuam gratiam) du roi à l'attribution des paroisses que lui ont été données par les comtes et les nobles .

## Article lié
- Riatham